# SS-Ehrenring
De SS-Ehrenring ("Erering van de SS”), officieus ook wel de Totenkopfring ("Totenkopfring der SS”) genoemd, was een onderscheiding van Heinrich Himmlers Schutzstaffel (SS). Het was geen staatsdecoratie, maar een persoonlijke gift verleend door Himmler. De Ehrendegen des Reichsführers-SS was een vergelijkbare onderscheiding.

## Onderscheiding
De ring werd aanvankelijk geschonken aan de oudere officieren van de ”Oude Garde” (waar er minder dan 5000 van waren), aan hen die buitengewone moed en leiderschapsvaardigheden hadden getoond in een strijd. Een aanvullende voorwaarde was een schoon disciplinair dossier. Een daaropvolgende smet zou vereisen dat de drager de ring moest retourneren. Disciplinaire vraagstukken buiten beschouwing gelaten was de ring in 1939 voor iedere officier verkrijgbaar die drie jaar in de SS gediend had. In de Tweede Wereldoorlog was het praktisch de gehele SS-leiding, inclusief de Waffen-SS en Gestapo, die de ring had. 
Himmler verplichtte de SS-officieren om de ring 'altijd' aan de ringvinger van de linkerhand te dragen.
De productie van de ring, door Gahr & Co. uit München, werd op 17 oktober 1944 gestaakt door de toenemende economische belasting van de laatste fase van de oorlog. De ringen werden gemaakt door een pers en daarna door een ontwerp-matrix. Een doodshoofd werd gegoten en er later op gesoldeerd met de naam van de ontvanger, de onderscheidingsdatum, en Himmlers handtekening gegraveerd aan de binnenzijde van elke ring.
De ontvanger kreeg een standaardbrief van Himmler met een omschrijving van de betekenis van de ring. De naam van de ontvanger en de bevestigde datum werden aan de brief toegevoegd. In de brief schreef Himmler dat de ring een ”aanmaning is om te allen tijde bereid zijn om het eigen leven in te zetten voor het leven van het geheel”.
Himmler gaf het bevel om in 1938 alle ringen van omgekomen SS manschappen en officieren terug te halen en deze op te slaan in een kist in het kasteel Wewelsburg. Dit was bedoeld om het voortdurende lidmaatschap van de overledene van de SS-orde te symboliseren. De verblijfplaats van ongeveer 11.500 ringen na de Tweede Wereldoorlog is onbekend, maar vermoed wordt dat ze begraven zijn toen een lokale berg is opgeblazen om zo de ingang van de grot af te sluiten.

## Ontwerp

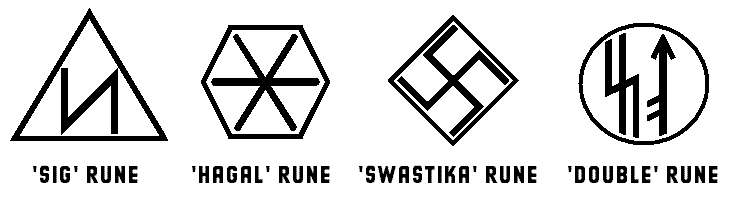
Runen die werden gebruikt op de ring.

Het ontwerp van de ring weerspiegelt Himmlers interesse in de Duitse mystiek. Ze werden ontworpen door SS-Brigadeführer Karl Maria Wiligut.
De ring laat zien een doodshoofd met gekruiste botten, kruisend achter het doodshoofd - het SS symbool - op zijn bovenkant. Het doodshoofd (of Totenkopf) was het traditioneel symbool van de SS, genomen van de andere Duitse en Pruisische militaire eenheden uit het verleden.
De betekenis van het doodshoofd wordt beschreven in Himmlers begeleidende brief: ”Het doodshoofd is een aansporing om voorbereid te zijn om op elk moment het leven van onze eigen ik te riskeren voor het leven van de entiteit”.
Armanenrunen verschijnen prominent op de ring.
- Een Sig runen links en rechts van het doodshoofd omlijst door een triangel symboliserend de kracht van de zon, en de overwinnende energie.

- Een Hagal runen (omlijst door een regelmatige zeshoek) symboliseert het geloof en kameraadschap dat geïdealiseerd werd door de leiders van de organisatie. De esoterisch betekenis van het Hagal rune volgens Guido von List: "Omsluit het universum in u en u controleert het universum”.

- Een hakenkruis (staand op een punt) omlijst door een vierkant. De SS hielden ervan het hakenkruis af te schilderen als een invloedrijk symbool van de kracht van het Arische ras.

- De dubbele runen aan de achterkant van de ring omlijst door een cirkel waar het Heilszeichen (letterlijk: signalen van verlossing) van het verleden. Deze waren eerder een creatie van de SS ontwerpers, dan historische runen. Er zijn "gibor" rune plus een bind runen voor een "o" en "t". De bind runen was ontworpen door Wiligut, en wordt gespeld als "Got" het oude Duitse woord voor god.[8]

De ring is omkranst met eikenbladeren.
Aan de binnenkant van de ring is gegraveerd S en L voor "Seinem Lieben” dan de achternaam (alleen - geen initialen) van de drager, datum van de schenking en een facsimile van Himmlers handtekening. Ontvangers ontvingen ook een speciaal ontworpen met SS runen gedecoreerde doos voor opslag en vervoer.

## Criteria[1][3]
- NSDAP-leden van alle rangen, met hun lidmaatschapsnummer onder de 100.000;
- Officieren die lid werden van de SS vóór 30 januari 1933;
- Officieren die lid werden van de SS ná 30 januari 1933, en voor drie jaar gediend hadden;
- Officieren die twee jaar hadden gediend, maar omdat ze vóór 30 januari 1933 niet lid van de SS konden worden vanwege hun lidmaatschap van het Heer of de politie vóór 30 januari 1933;
- Officieren die al twee jaar lid waren van de SS, die vanuit een actief ononderbroken lidmaatschap rechtstreeks in de organisatie waren overgeplaatst;
- Leden van alle rangen die onderscheiden waren met het Gouden Ereteken van de NSDAP;
- Leden van alle rangen die onderscheiden waren met het Coburg-insigne;
- Officieren en onderofficieren die lid waren van de NSDAP en politie vóór 30 januari 1933;
- Officieren die in het Sudetenland woonde, en voor 31 december 1938 SS-lid waren, mits ze minimaal twee jaar officier waren.
- Officieren die vóór de Anschluss in Oostenrijk woonde, en in die tijd lid waren van de verboden Oostenrijkse SS, op voorwaarde dat ze al minstens twee jaar officier waren.
- Officieren die in Memelland woonde, en vóór 1 juni 1939 SS-lid waren, mits ze minimaal twee jaar officier waren.
- Leden van enige rang dan ook die niet aan een van de bovenstaande criteria voldeden, maar door de Reichsführer-SS werden geclassificeerd als "speciale gevallen". Deze categorie kon bestaan uit ereambtenaren of SS'ers die bijzonder zware taken hadden uitgevoerd.

## Naoorlogs tijdperk

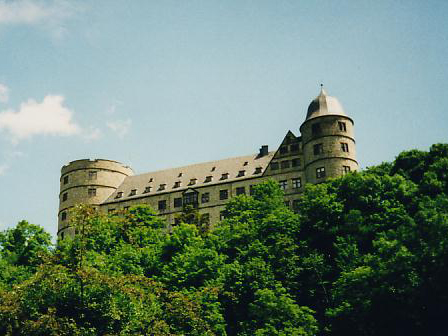
Kasteel Wewelsburg - bewaarplaats van de ringen van dode SS-leden tijdens het Derde Rijk.

De toekomstige uitreikingen van de ring werden in 1944 gestopt. Himmler gaf het bevel dat de overgebleven ringen na begraving door middel van opblazing verzegeld moesten worden in een heuvel nabij het kasteel Wewelsburg. Hun huidige locatie is onbekend.
Alle ringen moesten geretourneerd worden naar Himmler. Als de ringdrager kwam te overlijden of de SS verliet, werd de ring in Wewelsburg gehouden als een soort individueel gedenkteken aan de houder. Wanneer een ringdrager op het slagveld sneuvelde, moesten zijn kameraden alle mogelijke moeite doen om de ring terug te krijgen of te voorkomen dat deze in vijandelijke handen zou vallen. Nabij januari 1945 was 64% van de 14.500 ringen geretourneerd naar Himmler. Na het einde van de oorlog werden vele ringen ook (op instructies van Himmler) met de mannen begraven die ermee onderscheiden waren.
Bij benadering bestaan er vandaag de dag nog zo’n 3.500 ringen. Het is daarom een erg schaars verzamelobject. Kopieën en namaak komen veelvuldig voor. Het is vooral erg moeilijk om de echtheid te verifiëren van de exemplaren die de naam dragen van "Müller" of "Maier" (twee veelvoorkomende Duitse achternamen).